# Massensymbol
Ein Massensymbol setzt Gefühle im Hinblick auf mächtig empfundene Massenerscheinungen frei.
Elias Canetti sieht typische Massensymbole in Feuer, Meer, Regen, Fluss, Wald, Korn, Wind, Sand oder auch Geld. Dabei haben die unterschiedlichen Figurationen von Masse für ihn vier typische Eigenschaften: „1. Die Masse will immer wachsen ... 2. Innerhalb der Masse herrscht Gleichheit ... 3. Die Masse liebt Dichte ... 4. Die Masse braucht Richtung.“ Für die deutsche Nation sieht er dies in der Verbindung von Heer und Wald gegeben: „Das Massensymbol der Deutschen war das Heer. Aber das Heer war mehr als das Heer: Es war der marschierende Wald.“ Ein solches Massensymbol bildet für Canetti einen Kernmythos.
Auch die Deutsche Mark ist in diesem Sinne ein Massensymbol. Andere sehen das deutsche Massensymbol nach dem Mauerfall eben in der Mauer. Das Massensymbol der Franzosen dagegen sieht man gemeinhin in der Revolution.
Als zentrales kulturelles, sprich globales Massensymbol kann man dagegen den Computer ansehen. Man spricht von ihm auch als „Metapher der Postmoderne“.
Einige Autoren wollen zwischen Massensymbol und Kollektivsymbol unterscheiden.